# Coptoprepes flavopilosus
Coptoprepes flavopilosus là một loài nhện trong họ Anyphaenidae.
Loài này thuộc chi Coptoprepes. Coptoprepes flavopilosus được miêu tả năm 1884 * bởi Eugène Simon.